# Ludwig Zehetner

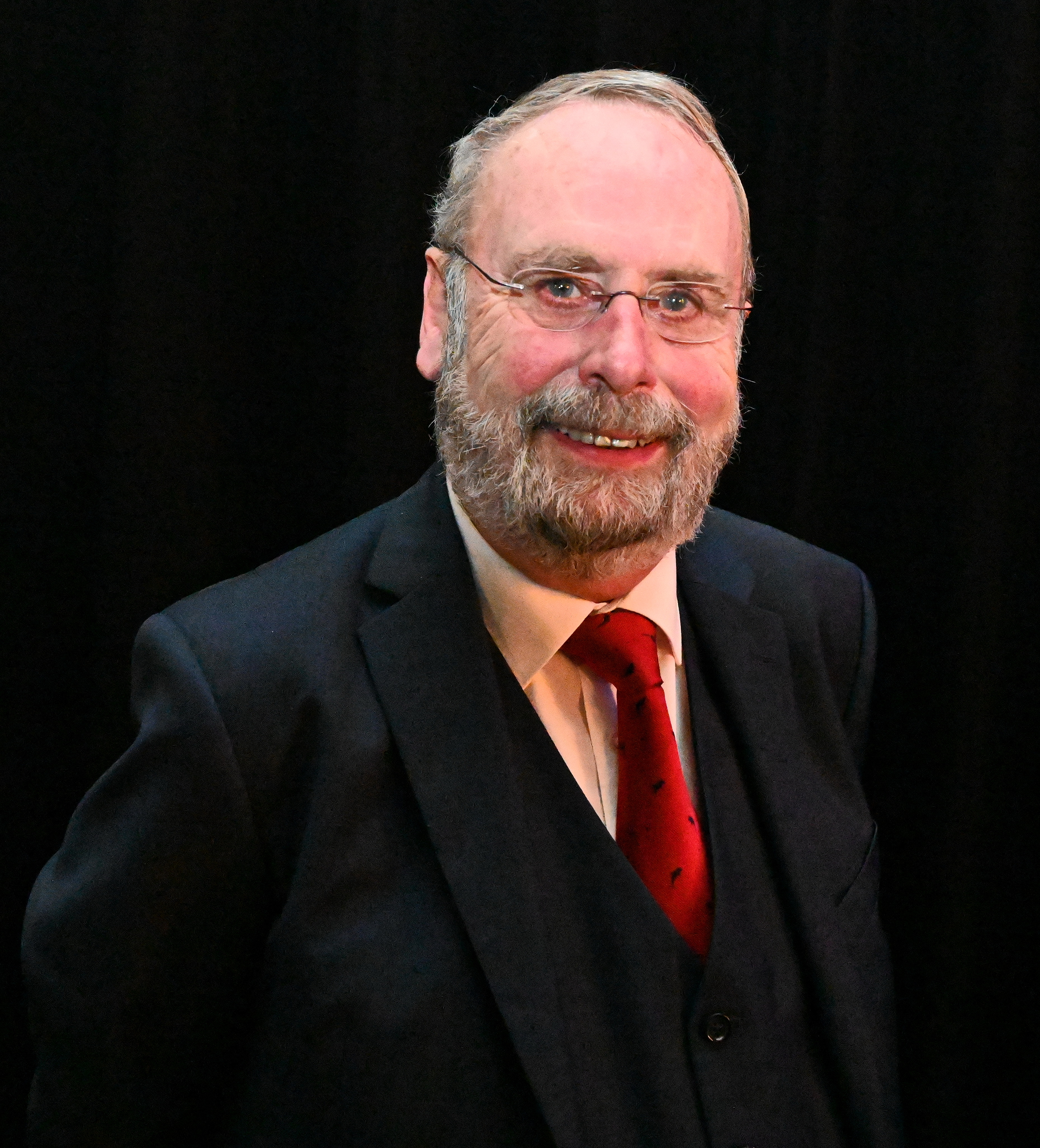
Ludwig Zehetner, 2019

Ludwig Zehetner (* 16. März 1939 in Freising) ist ein bayerischer Lehrer, Mundartforscher und Schriftsteller.

## Lebenslauf
Ludwig Zehetner wuchs im oberbayerischen Freising auf. Nach der Reifeprüfung studierte er ab 1958 Deutsch und Englisch an der Ludwig-Maximilians-Universität München und an der University of Southampton in England. 1963 legte er das erste und vier Jahre später das zweite Staatsexamen für das Lehramt an Gymnasien ab. Von 1963 bis 1965 war er Mitarbeiter der Kommission für Mundartforschung an der Bayerischen Akademie der Wissenschaften (siehe auch Bayerisches Wörterbuch).
1967 ging Zehetner für ein Jahr als Dozent für deutsche Sprache in die USA an die University of Kansas in Lawrence und an das General Staff and Command College in Fort Leavenworth. Von 1968 bis 2002 unterrichtete er Deutsch und Englisch am Musikgymnasium der Regensburger Domspatzen (seit 1970 als Beamter auf Lebenszeit), wo er 1988 auch stellvertretender Schulleiter wurde. 1977 promovierte Ludwig Zehetner; ein Jahr später erhielt er den ersten Lehrauftrag an der Universität Regensburg. Seit 1999 ist er dort Honorarprofessor für bairische Dialektologie.
Ludwig Zehetner zählt zu den renommiertesten Experten auf dem Gebiet des Bairischen. Er veröffentlichte zahlreiche Bücher, Artikel in Zeitschriften und andere schriftliche Arbeiten. Im Jahre 2002 hatte er eine eigene Sendereihe im privaten Radio Melodie, die 2005 eine Fortsetzung erhielt. Auch im Fernsehen ist er immer wieder einmal als Experte zu sehen. 2004 war Zehetner Mitglied der Jury bei der Aktion Mein liebstes bayrisches Wort, die vom Landesverein für Heimatpflege und dem Bayerischen Rundfunk veranstaltet wurde. Sein Wörterbuch Bairisches Deutsch. Lexikon der deutschen Sprache in Altbayern wurde 1997 veröffentlicht; 2005 erschien eine revidierte und wesentlich erweiterte Auflage, 2014 die vorläufig letzte erweiterte Auflage.
Derzeit spielt Zehetner im Turmtheater Regensburg und auf Münchner Bühnen die Hauptrolle im Theaterstück Mei Fähr Lady des Regensburger Mundartdichters und Schriftstellers Joseph Berlinger. In diesem Stück spielt er den Sprachforscher Ludwig Zehetner (also sich selbst), der Nichtbayern Sprachunterricht gibt – eine Anspielung auf Professor Higgins im Musical My Fair Lady nach der Vorlage von George Bernard Shaw. Die Premiere war am 28. Oktober 2011. Inzwischen (Stand: November 2021) wurde das Stück bereits über 300 mal gespielt.

## Auszeichnungen

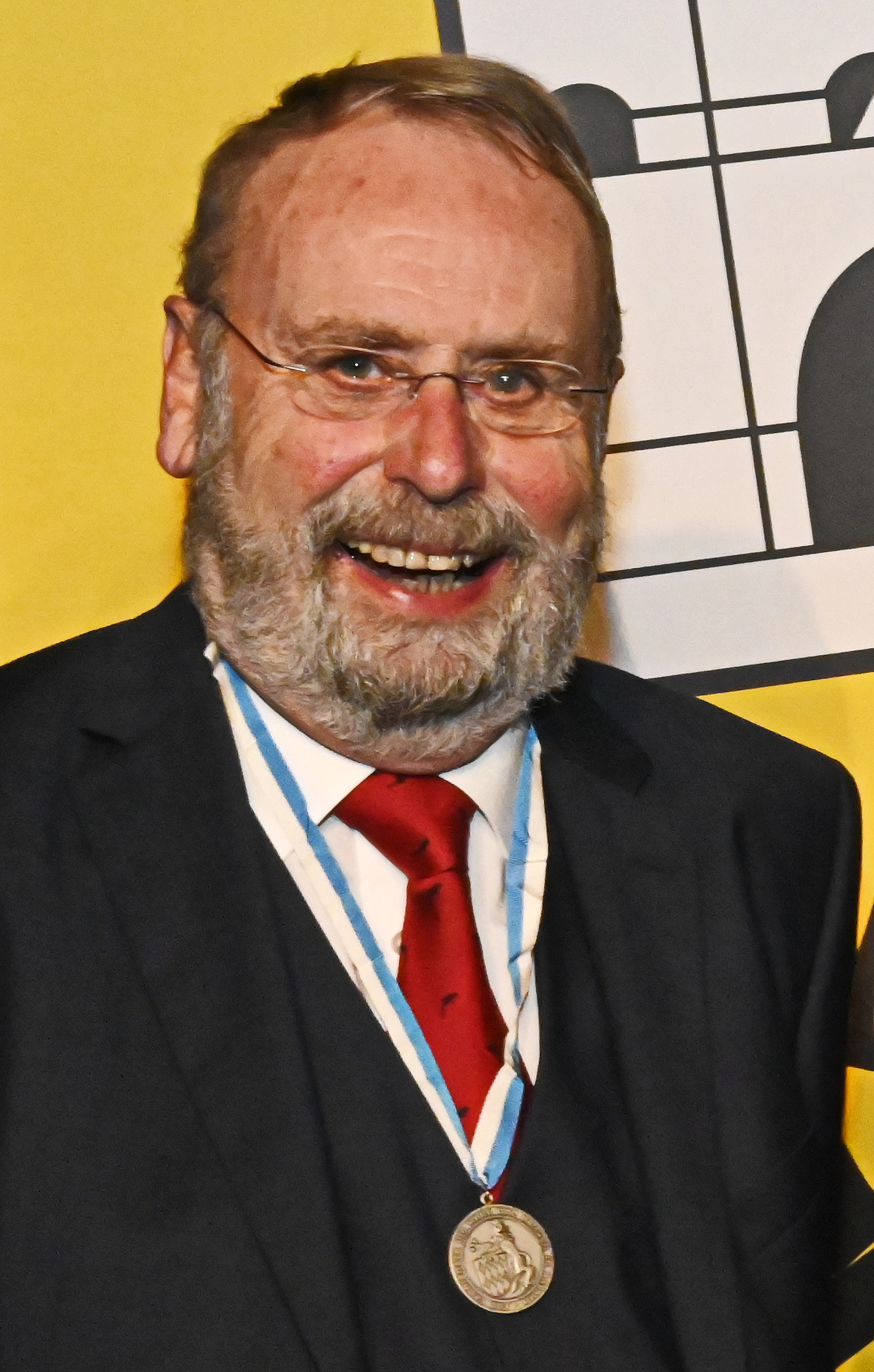
Ludwig Zehetner mit dem Bayerischen Poetentaler, 2019

- 2012: Nordgaupreis des Oberpfälzer Kulturbundes in der Kategorie „Heimatpflege“
- 2019: Bayerischer Poetentaler[2]
- 2023: Bayerischer Dialektpreis[3]

## Werke (Auswahl)
- Dialekt/Hochsprache kontrastiv. Sprachhefte für den Deutschunterricht. Bairisch. Düsseldorf 1977 (Pädagogischer Verlag Schwann)
- Die Mundart der Hallertau, Marburg (Lahn) 1978 (Elwert)
- Das bairische Dialektbuch, München 1985 (C. H. Beck)
- Bairisches Deutsch – Lexikon der Deutschen Sprache in Altbayern, München 1997 (Hugendubel), Neuauflagen 1998 (Hugendubel) und Regensburg 2005 (Edition Vulpes), Regensburg 2013 (Edition Vulpes)
- Bayerns Mundarten (37 Dialektproben auf MC mit Kommentaren), München 1991
- Bairisch in Bayern, Österreich, Tschechien. Michael-Kollmer-Gedächtnis-Symposium 2002 (Hrsg.), Regensburg 2002 (Edition Vulpes)
- "Domspatzen sehen alle aus, als ob sie Wolfgang hießen ..." – Eine Studie zu den Rufnamen der Schüler des Musikgymnasiums. In: Festschrift 50 Jahre Musikgymnasium der Regensburger Domspatzen, Regensburg 1998
- Regensburger Dialektforum Band 1 ff., Regensburg 2002 ff. (Reihenherausgeber zusammen mit Rupert Hochholzer)
- Basst scho! Wörter und Wendungen aus den Dialekten und der regionalen Hochsprache in Altbayern, Regensburg 2009, 2010, 2011 (Edition Vulpes) (bislang 3 Bände)